# ثقب الأعضاء التناسلية
ثقب الأعضاء التناسلية (بالإنجليزية: Genital piercing)‏ هو شكل من أشكال ثقب الجسد، وتتمثّل على اختراق جُزء من الأعضاء التناسلية، وبالتالي خَلق المكان المُناسب لارتداء أنواع مُختلِفة مِن المجوهرات. الثُقب التناسلي يُمكن أن يَتم في الرجال أو النِساء، وبأشكال مُختلفة من الثُقب المُتاحة. الدافِع الرئيسي لكلا الجِنسين هو تَجميل الأعضاء التناسلية والشُعور بالتَمَييُز، بالإضافة إلى أن بعض الثقوب تُعزز المُتعة الجِنسية عن طريق زيادة التحفيز.

## التاريخ
يُعتبر ثقب الأعضاء التناسلية من التُراث التقليدي لشعوب جنوب شرق آسيا، حيثُ وجِدت في القبائل الموجودة على نِطاق الهند و جزيرة بورنيو. ثقب الأعضاء التناسلية من التقاليد القديمة جداً، فقد كانت تُثقب الأعضاء التناسلية للذكور على شكل أبدرافيا (ثقب عامودي على حشفة القضيب) في سِن مُبكرة حسب نصوص كاماسوترا في القرن الثاني للميلاد.
أما الثُقب الأفقي لحشفة القضيب فوجدت بقبائل مُختلفة في جميع أنحاء سراوق وإقليم صباح على جزيرة بورنيو. الثقب التناسلي وجِد لأول مَرة في الدول الغربية التي كتبتها التقارير، ووثِقت من قبل المُستكشفين في القرن 19. وثّق ذلك المُستكشف الهولندي انطون ويليام نيوفنهويس ووصفها في سِجله الإثنوغرافي خلال سَفَرِه سنة 1897.:
وخِلافاً لثقب حلمة الثدي، التي أصبحت موضة دارجة لفترة قصيرة في نهاية القرن 19، كانت ثقب الأعضاء التناسلية شائعة في العالم الغربي حتى النصف الثاني من القرن العشرين.
مع بداية القرن 21، أصبح ثقب الأعضاء التناسلية يتزايد بشكل ملحوظ، وخاصة عند المشاهير مثل جانيت جاكسون، كريستينا أغيليرا، كارينا باشي، فانتازيا بارينو، وبيت دوهرتي، مُعلنين أنهم يَملكون أحد الثُقوب أو يخططون لذلك. الثقب الأعضاء التناسلية حالياً يَشهد طلباً متزايداً، وخاصة في مرحلة الشباب، وطلاب الجامعات. ويقول مارلين جورج ادموندز، أستاذ مساعد في جامعة جونز هوبكنز، ما يلي: